# Grafton (Illinois)
Grafton é uma cidade localizada no estado americano de Illinois, no Condado de Jersey.

## Demografia
Segundo o censo americano de 2000, a sua população era de 609 habitantes.
Em 2006, foi estimada uma população de 711, um aumento de 102 (16.7%).

## Geografia
De acordo com o United States Census Bureau tem uma área de
10,5 km², dos quais 10,5 km² cobertos por terra e 0,0 km² cobertos por água. Grafton localiza-se a aproximadamente 137 m acima do nível do mar.

## Localidades na vizinhança
O diagrama seguinte representa as localidades num raio de 20 km ao redor de Grafton.